# جی استنسفیلد
جی استنسفیلد (انگلیسی: Jay Stansfield؛ زادهٔ ۲۴ نوامبر ۲۰۰۲) بازیکن فوتبال اهل بریتانیا است.
از باشگاه‌هایی که در آن بازی کرده‌است می‌توان به باشگاه فوتبال فولام اشاره کرد.
وی همچنین در تیم‌های ملی فوتبال زیر ۱۸ سال انگلستان و زیر ۲۰ سال انگلستان بازی کرده‌است.